# هيدأكي ايتو
هيدأكي ايتو (باليابانية: 伊藤 英明) هو ممثل ياباني، ولد في 3 أغسطس 1975 بغيفو في اليابان.

## وصلات خارجية
- هيدأكي ايتو على موقع IMDb (الإنجليزية)
- هيدأكي ايتو على موقع ألو سيني (الفرنسية)
- هيدأكي ايتو على موقع أول موفي (الإنجليزية)
- هيدأكي ايتو على موقع قاعدة بيانات الفيلم (الإنجليزية)
- هيدأكي ايتو على موقع كينوبويسك (الروسية)